# Karl Tukesson (Läma)
Karl Tukesson (Läma) (död omkring 1354) blev riddare mellan 1313 och 1318 och var svenskt riksråd 1319–1349. 

## Biografi
Son till riksrådet och lagmannen i Tiohärad Tuke Jonsson (Läma), och far till en dotter i sitt första gifte,  och 1334, i ett andra (barnlöst) gifte med Ramfrid Bengtsdotter Bengt Hafridssons ätt, dotter till lagmannen i Västergötland Bengt Hafridsson, vilken i morgongåva fick  giver sin gods i Berg och Ingelstorp i morgongåva
Detta gifte ökade uppenbarligen hans prestige så mycket, att han lade till hustruns vapen i sitt eget. Hans ursprungliga fädernevapen var två trappgavlar i ginfält i fyrdelat vapen, vilket han efter giftet ökade med ett stående lejon i vänster nedre fält.
Som riksråd närvarade han bland annat 27 juni 1318 vid ett möte i Skara där Mats Kettilmundsson utnämndes till ny svensk drots (efter att den tidigare drotsen Johan von Brunkow hade blivit avsatt och fängslad) och rikshövitsman och därmed rikets ledare i avsaknad av en kung sedan Birger Magnusson hade blivit avsatt under våren, efter att hans bröder hertigarna Erik och Valdemar svultit ihjäl i fängelsehålan i Nyköpings slott, efter Nyköpings gästabud.
Han deltog också på Riksrådsmötet i Skara 1322, där större delen av den svenska aristokratin ingick ett förbund att stå enade under rikets förmyndarstyrelse, att bekämpa hertiginnan Ingeborgs inflytande på rikspolitiken, samt att utestänga utlänningar från riket.
Karl Tukesson gynnade kyrkan, han grundade ett prebende vid Växjö domkyrka  och lät också före 1346 bygga Aneboda kyrka i Småland, som revs i slutet av 1800-talet. Enligt en på 1600-talet upptecknad tradition skall han också ha låtit bygga kyrkan i Stenbrohult, Kronobergs län, riven 1828–29. 
| ”               | Ramfrid Bengtsdotter testamenterar en gård i Sundby i Forsa socken i Oppunda (nu Villåttinge) härad och 2 nybyggen till Julita kloster, där hon väljer att begravas, samt anordnar om mässor för sin förre mans Birger Rörikssons och sin nuvarande mans Karl Tukessons själar. Hon giver gods i Frösunda till Strängnäs domkyrka för stiftande av ett altare med mässor, en gård i Mjällrunge till Skara domkyrkas byggnadskassa för årsmässas firande, jämte mindre gåvor till kyrkor, kloster, hospital, helgeandshus, präster, fattiga m.m. I ett senare tillägg gives 60 mark penningar till Aneboda kyrka i Värend, vilken hon och hennes senare man nybyggt. Biskop Sigge i Skara, Bengt, ärkedjäkne i Skara, Bengt av Salaby, kanik i Skara, utfärdaren samt dennas make Karl Tukesson beseglar. | „ |
| – SDHK-nr: 2391 | |   |

Under Magnus Erikssons regering nämnes han som riksråd ännu i konungens testamente 1346 och i brevet om dennes lån från påven 1351.